# 1999
1999. је била проста година.

## Догађаји

### Јануар
- 1. јануар — Евро уведен за укњижевне послове.

### Фебруар
- 6. фебруар — У Рамбујеу почели преговори између Србије и косовских Албанаца о заустављању сукоба на Косову и Метохији.
- 12. фебруар — Сенат САД ослободио председника САД Била Клинтона оптужби за кривоклетство и опструкцију правде, чиме је, после годину дана, окончана „сексуална афера“ с Моником Левински и избегнут импичмент.
- 12. фебруар — Пољска, Мађарска и Чешка, прве од бивших чланица Варшавског пакта, прикључиле се НАТО-у.

### Март
- 4. март — Одлуком Међународног арбитражног трибунала, град Брчко добио је статус дистрикта под суверенитетом Босне и Херцеговине
- 12. март — Пољска, Чешка и Мађарска постале чланице НАТО, као прве земље бивше чланице Варшавског уговора које су приступиле НАТО.
- 18. март — Српска делегација на преговорима у Рамбујеу је одбила да потпише предлог споразума који су потписали косовски Албанци, САД и Уједињено Краљевство који је подразумевао и размештање НАТО трупа на подручју целе Србије.
- 23. март — Амерички изасланик Ричард Холбрук последњи пут се састао са председником СРЈ Слободаном Милошевићем, у покушају да га убеди да прихвати предложени споразум из Рамбујеа о решавању косовске кризе и упозорио да ће одбијање довести до НАТО бомбардовања. Милошевић је одбио да прихвати споразум.
  - САД су прекинуле све дипломатске односе са Савезном Републиком Југославијом.
    - Савезна влада СРЈ прогласила стање непосредне ратне опасности.
- 24. март — Почело је НАТО бомбардовање Савезне Републике Југославије, ваздушним нападима на војне и цивилне циљеве на целој територији ове земље. Савезна влада СРЈ прогласила ратно стање у земљи.
- 24. март — У пожару у тунелу Мон Блан погинуло је 39 особа, а тунел је био због тога затворен три године.
- 27. март — Током напада НАТО-а на Југославију, југословенска против-ваздушна одбрана оборила је амерички бомбардер F-117.

### Април
- 1. април — У ваздушним нападима НАТО на Југославију срушен Варадински мост на Дунаву у Новом Саду.
- 1. април — Нунавут, домовина Инуита, је створен од источног дела Северозападних територија и постао трећа канадска територија.
- 3. април — Срушен други новосадски мост — Мост слободе.
- 7. април — Југословенске власти су затвориле граничне прелазе на Косову да би спречиле Косовске Албанце да напусте покрајину.
- 9. април — Побуњени војници су на аеродрому у Нијамеју убили председника Нигера Ибрахима Бареа Маинасару.
- 11. април — У Београду убијен новинар и власник дневног листа "Недељни телеграф", Славко Ћурувија.
- 12. април — Током бомбардовања СРЈ авиони НАТО пакта су погодили путнички воз на мосту у Грделичкој клисури, при чему је погинуло најмање 13 путника а више десетина повређено.
- 14. април — Авиони НАТО пакта су током два сата више пута бомбардовали колону албанских избеглица дуж пута између Ђаковице и Дечана, убивши најмање 73 особе.
- 17. април — Током бомбардовања СРЈ у Батајници у 21:30 од гелера експлодираног пројектила погинула је мала Милица Ракић.
- 20. април — Двојица тинејџера из Колорада су пуцали на своје наставнике и другове у средњој школи Колумбајн, убивши притом 12 ученика и једног наставника, а затим и себе.
- 23. април — НАТО авиони гађали зграду Радио-телевизије Србије у центру Београда приликом чега је погинуло шеснаест радника телевизије.
- 29. април — У ваздушним ударима НАТО-а на СР Југославију срушен је телекомуникациони Авалски торањ.
- 30. април — У ваздушним нападима НАТО на СР Југославију погођене су зграде Министарства одбране и Генералштаба Војске Југославије у ужем центру Београда.

### Мај
- 1. мај — У ваздушним ударима НАТО на СР Југославију погођен је путнички аутобус на мосту у Лужанима, при чему је погинуло најмање 60 људи.
- 1. мај — Почело је приказивање дечје анимиране серије Сунђербоб Коцкалоне.
- 2. мај — Авијација НАТО у нападима на Југославију употребила „графитне бомбе” које су изазвале распад електроенергетског система у Србији. Око 70% територије Србије остало у мраку.
- 7. мај — Авиони НАТО пакта су бомбардовали касетним бомбама центар Ниша, при чему је погинуло 16 особа, а повређено око 70 људи.
- 7. мај — Авиони НАТО су бомбардовали кинеску амбасаду у Београду, убивши при том три службеника амбасаде и ранили још двадесет.
- 17. мај — Изборе у Израелу добио вођа Лабуристичке партије Ехуд Барак, чиме је окончана трогодишња владавина премијера Бенјамина Нетанјахуа, лидера десничарског Ликуда.

- 27. мај — Хашки трибунал подигао оптужницу против тадашњег председника Југославије Слободана Милошевића, председника Србије Милана Милутиновића, потпредседника савезне Владе Николе Шаиновића, начелника Генералштаба ВЈ Драгољуба Ојданића, и министра унутрашњих послова Србије Влајка Стојиљковића. Свима стављени на терет злочини на Косову.

### Јун
- 3. јун — Скупштина Србије прихватила план Ахтисари-Черномирдин за решење косовске кризе.
- 9. јун — Представници Војске Југославије и НАТО-а потписали Кумановски споразум којим су окончани ваздушни удари НАТО-а на Југославију.
- 10. јун — НАТО прекинуо бомбардовање Југославије пошто су се прве јединице Војске Југославије, на основу Кумановског споразума потписаног претходног дана у Куманову, повукле са Космета.
- 11. јун — Руски батаљон из састава СФОР-а прешао границу СРЈ и приспео на Косово и Метохију као прва јединица из састава КФОР-а, запосевши аеродром Слатина код Приштине.
- 30. јун — Шкотска је после скоро 300 година поново добила свој парламент.

### Јул
- 14. јул — После 17 година од краја рата између Аргентине и Велике Британије за Фолкландска Острва, обновљени летови између Аргентине и тих острва у јужном Атлантику.

### Август
- 7. август — Исламске међународне бригаде стациониране у Чеченији су напале суседну руску републику Дагестан.
- 19. август — Српска опозиција отпочела нове протесте против Милошевићевог режима.
- 26. август — Русија је бомбардовањем чеченских положаја, као одговор на инвазију Дагестана деветнаест дана раније, започела Други чеченски рат.

### Октобар
- 3. октобар — 
  - Основана гробарска навијачка група Јужни Фронт.
  - Атентат на Ибарској магистрали, покушај убиства Вука Драшковића, лидера Српског покрета обнове, изазивањем саобраћајне несреће у којој су погинули: Веселин Бошковић (49 година), Звонко Осмајлић (37 година), Вучко Ракочевић (32 године) и Драган Вушуровић - Гага (33 године).

### Децембар
- 20. децембар — Португалија је Кини пренела суверенитет над Макаом.
- 31. децембар — Председник Русије Борис Јељцин поднео оставку и за вршиоца дужности шефа државе именовао Владимира Путина, дотадашњег премијера.

## Рођења

### Јануар
- 4. јануар — Колин Секстон, амерички кошаркаш[1]
- 8. јануар — Елзан Бибић, српски атлетичар[2]
- 10. јануар — Мејсон Маунт, енглески фудбалер[3]
- 13. јануар — Изабела Соуза, бразилска глумица, модел и певачица[4]
- 14. јануар — Андрија Марјановић, српски кошаркаш[5]
- 24. јануар — Михаило Јовичић, српски кошаркаш[6]
- 25. јануар — Никола Мишковић, српски кошаркаш[7]

### Фебруар
- 5. фебруар — Алегра Пољак, српска фудбалерка[8]
- 12. фебруар — Џејлен Хендс, амерички кошаркаш[9]
- 15. фебруар — Ђорђе Јовановић, српски фудбалер[10]
- 25. фебруар — Ђанлуиђи Донарума, италијански фудбалски голман
- 28. фебруар — Лука Дончић, словеначки кошаркаш[11]

### Март
- 5. март — Медисон Бир, америчка певачица и глумица[12]
- 9. март — Јаго дос Сантос, бразилски кошаркаш[13]
- 22. март — Мик Шумахер, немачки аутомобилиста, возач Формуле 1[14]

### Април
- 4. април — Ким Кукхјанг, севернокорејска скакачица у воду
- 6. април — Кингс Кангва, замбијски фудбалер[15]
- 7. април — Валерија Јенгаличева, руска певачица
- 9. април — Лил Нас Екс, амерички музичар[16]
- 11. април — Зои, српска певачица
- 15. април — Денис Шаповалов, канадски тенисер[17]
- 22. април — Тадија Тадић, српски кошаркаш[18]
- 28. април — Алекс Виго, аргентински фудбалер[19]

### Мај
- 8. мај — Џанан Муса, босанскохерцеговачки кошаркаш[20]
- 11. мај — Сабрина Карпентер, америчка певачица и глумица[21]
- 25. мај — Брек Бесинџер, америчка глумица[22]
- 25. мај — Тијана Филиповић, босанскохерцеговачка фудбалерка[23]
- 28. мај — Камерон Бојс, амерички глумац (прем. 2019)[24]
- 30. мај — Џоу Гуанју, кинески аутомобилиста[25]

### Јун
- 4. јун — Домен Превц, словеначки ски-скакач[26]
- 7. јун — Ранко Симовић, српски кошаркаш[27]
- 9. јун — Михајло Чепркало, босанскохерцеговачки пливач
- 10. јун — Ели Делво, белгијска певачица
- 10. јун — Рафаил Леао, португалски фудбалер[28]
- 14. јун — Ким Мин-Сок, јужнокорејски брзи клизач[29]
- 17. јун — Јелена Рибакина, казахстанска тенисерка[30]
- 19. јун — Џордан Пул, амерички кошаркаш[31]
- 28. јун — Маркета Вондроушова, чешка тенисерка[32]

### Јул
- 2. јул — Лука Илић, српски фудбалер[33]
- 10. јул — Невена Наумчев, српска кошаркашица[34]
- 12. јул — Нур Дабита Сабри, малежанска скакачица у воду[35]
- 12. јул — Никола Мијатовић, српски глумац
- 18. јул — Његош Петровић, српски фудбалер[36]
- 20. јул — Гога Битадзе, грузијски кошаркаш[37]
- 30. јул — Џои Кинг, америчка глумица

### Август
- 1. август — Павле Менсур, српски глумац[38]
- 1. август — Лазар Николић, српски фудбалер[39]
- 7. август — Дејан Јовељић, српски фудбалер[40]
- 8. август — Петар Јевремовић, српски џијуџицу борац[41]
- 12. август — Матајс де Лихт, холандски фудбалер[42]
- 17. август — Алекса Терзић, српски фудбалер[43]
- 20. август — Џо Вилок, енглески фудбалер[44]
- 22. август — Рикардо Хуртадо, амерички глумац[45]
- 27. август — Миле Свилар, белгијски фудбалски голман[46]
- 29. август — Вељко Николић, српски фудбалер[47]
- 30. август — Алекса Ускоковић, српски кошаркаш[48]
- 31. август — Миомир Кецмановић, српски тенисер[49]

### Септембар
- 9. септембар — Билал Асани, француски певач и јутјубер мароканског порекла
- 10. септембар — Ивана Раца, српска кошаркашица
- 11. септембар — Ања Павићевић, црногорска глумица
- 12. септембар — Катарина Лазовић, српска одбојкашица[50]
- 17. септембар — Јулија ван Берген, холандска певачица
- 19. септембар — Далита, јерменска певачица, плесачица и глумица
- 26. септембар — Луиз Тулсон, британска скакачица у воду
- 27. септембар — Александар Поповић, српски фудбалски голман[51]

### Октобар
- 15. октобар — Марко Симоновић, црногорски кошаркаш[52]
- 30. октобар — Вања Дркушић, словеначки фудбалер[53]
- 31. октобар — Данијела Роуз Расел, америчка глумица[54]

### Новембар
- 1. новембар — Бади Хандлсон, амерички глумац[55]
- 8. новембар — Исак Бонга, немачки кошаркаш
- 9. новембар — Карол Севиља, мексичка певачица и глумица
- 10. новембар — Жоао Феликс, португалски фудбалер[56]
- 10. новембар — Кирнан Шипка, америчка глумица[57]
- 13. новембар — Ландо Норис, британски аутомобилиста, возач Формуле 1
- 16. новембар — Бол Бол, амерички кошаркаш[58]
- 20. новембар — Марија Жежељ, српска певачица и модел

### Децембар
- 8. децембар — Рис Џејмс, енглески фудбалер[59]
- 18. децембар — Стефан Момиров, српски кошаркаш[60]

## Смрти

### Јануар
- 23. јануар. — Павле Грубјешић, југословенски фудбалер. (*1953).
- 25. јануар — Роберт Шо, амерички диригент (*1916)[61]

### Фебруар
- 7. фебруар — Хусеин од Јордана, краљ Јордана (*1934)[62]
- 10. фебруар — Пеко Дапчевић, генерал, политичар и народни херој (*1913)
- 14. фебруар — Николај Хлистов, совјетски хокејаш на леду. (*1932)[63]

### Март
- 2. март — Дасти Спрингфилд, енглеска музичарка.[64]
- 4. март — Младен Шермент, југословенски и хрватски глумац. (*1920)[65]
- 7. март — Стенли Кјубрик, амерички филмски режисер (*1928)[66]

### Април
- 5. април
  - Нада Шкрињар — југословенска и хрватска глумица. (*1923)[67]
  - Иван Хетрих — југословенски и хрватски редитељ. (*1921)[68]
- 11. април — Листер, пас мајор Војске Југославије (*1991)
- 13. април — Вили Штоф, источнонемачки политичар. (*1914)
- 27. април — Тибор Церна, југословенски војник. (*1978)
- 28. април — Артур Леонард Шаулоу, амерички физичар. (*1921)[69]

### Мај
- 31. мај — Радомир Лукић, српски правник (*1914)[70]

### Јун
- 1. јун — Љубиша Величковић, помоћник начелника Штаба Врховне команде Војске Југославије за РВ и ПВО ВЈ.
- 2. јун — Благоје Јововић, четнички борац

### Јул
- 23. јул — Хасан II од Марока, краљ Марока. (*1929)

### Септембар
- 4. септембар — Љубо Шкиљевић, југословенски и српски глумац. (*1941)[71]
- 11. септембар — Момчило Ђујић, српски четнички војвода (*1907)
- 15. септембар — Петар Шелохонов, руски глумац. (*1929)[72]
- 19. септембар — Павле Ивић, српски лингвиста (*1924)[73]

### Октобар
- 1. октобар — Мирослав Чангаловић, српски певач. (*1921)[74]
- 3. октобар — Акио Морита, јапански бизнисмен, творац Сонија (*1922)[75]
- 7. октобар — Дејвид Хафман, амерички информатичар. (*1925)
- 12. октобар — Вилт Чејмберлен, амерички кошаркаш. (*1936)
- 30. октобар — Ратко Чолић, југословенски фудбалер. (*1918)[76]

### Новембар
- 2. новембар — Митар Суботић Суба или Rex Illusivii, српски музичар (*1961)
- 8. новембар — Леон Штукељ, југословенски гимнастичар словеначког порекла. (*1898)

### Децембар
- 11. децембар — Фрањо Туђман, хрватски председник (*1922)
- 18. децембар — Робер Бресон, француски редитељ. (*1901)

## Нобелове награде
- Физика — Герард ’т Хофт и Мартинус Ј. Г. Велтман
- Хемија — Ахмед Х. Цеваил
- Медицина — Гунтер Блобел
- Књижевност — Гинтер Грас
- Мир — Лекари без граница
- Економија — Роберт Мундел